# Los Tres
Los Tres ("De Tre") er en chilensk rock en español-gruppe, der i virkeligheden består af fire, og ikke tre, medlemmer. I 1990'erne var gruppen sammen med La Ley og Lucybell en af de populæreste og indflydelsesrige i Chile.
Gruppen indspillede ni albummer i deres første aktive periode, fra 1982 til 2000, med albummet Los Tres fra 1991 som deres første udgivelse. I 2000 gik gruppen i opløsning og de følgende fem år arbejdede medlemmerne på deres respektive solokarrierer.
I februar 2006 offentliggjorde gruppen, at den var blevet gendannet uden den oprindelige trommeslager, og at et nyt album ville blive udgivet senere samme år.

## Medlemmer
- Álvaro Henríquez, sang og rytmeguitar.
- Roberto "Titae" Lindl, basguitar, dobbelt bas, harmonika, kor
- Ángel Parra (fra 1988), guitar, hawaiiguitar, kor
- Manuel Basualto (fra 2006), trommer og percussion

### Tidligere medlem
- Francisco Molina (til maj 2000), trommer og percussion

## Diskografi

### Albummer
- Los Tres (1991)
- Se Remata el Siglo (1993)
- La Espada & la Pared (1995)
- Fome (1997)
- La Sangre en el Cuerpo (1999)
- Hágalo Usted Mismo (2006)
- Coliumo (2010)

### Andre udgivelser
- MTV Unplugged (1996, live)
- La Yein Fonda (1996)
- Los Tres (1998, boks)
- Peineta (1998, Roberto Parras temaer, med Eduardo "Lalo" Parra)
- Freno de Mano (2000, live)
- Vermouth & Noche (2001, dvd)
- Grandes Éxitos (2006, cd/dvd – største hits)
- Arena (cd/dvd)

### Opsamlinger
- Con el Corazón Aquí (1993)
- El Verdadero Rock Chileno (1994)
- Juntos por Chiapas (1996)
- Rock Delfin del Mundo (1999)
- Generaciones. Dos épocas en dueto (2003)
- Cantores Que Reflexionan (2007)